# Bad Teinach-Zavelstein

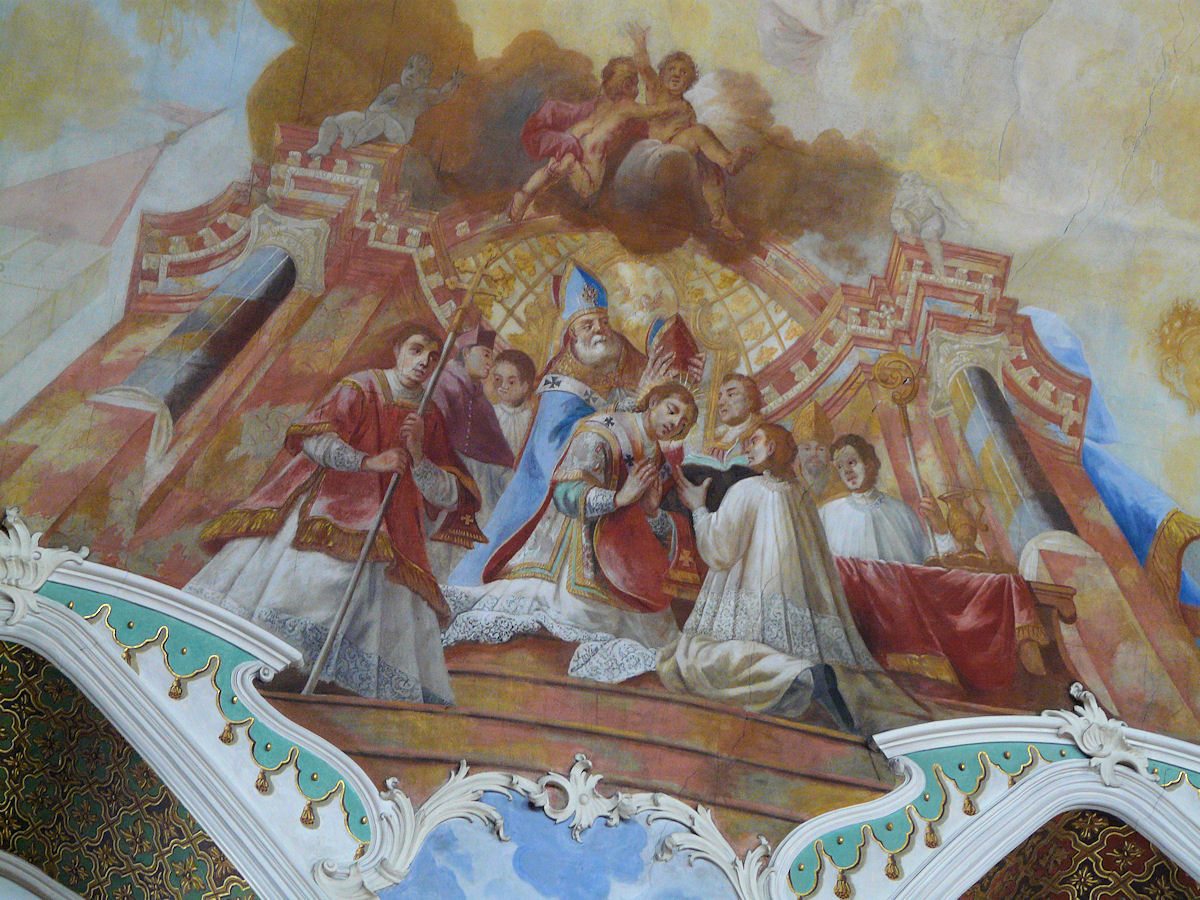
Fresco de Johannes Zick en la Iglesia de San Magno

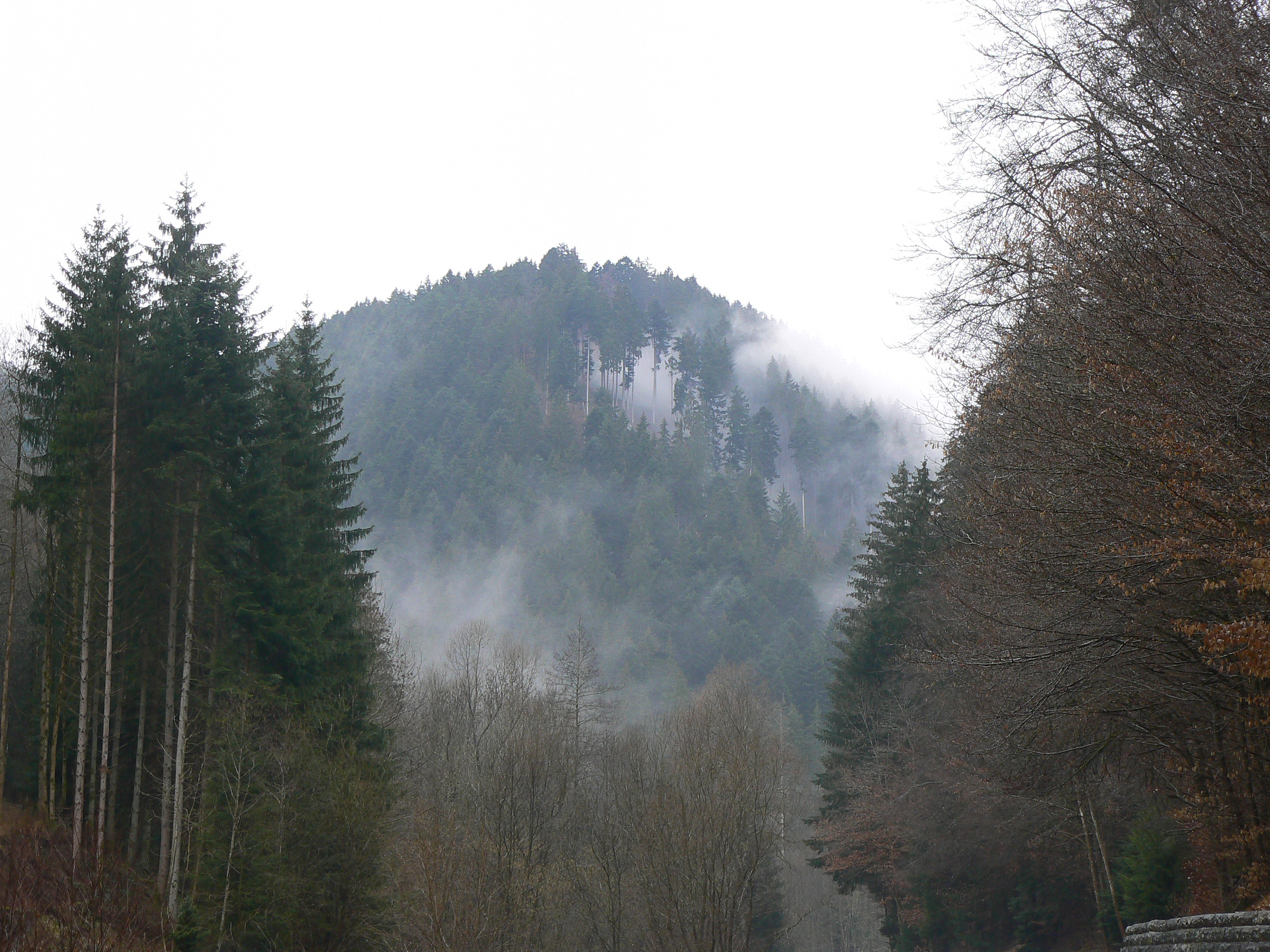
Bosque de pinos

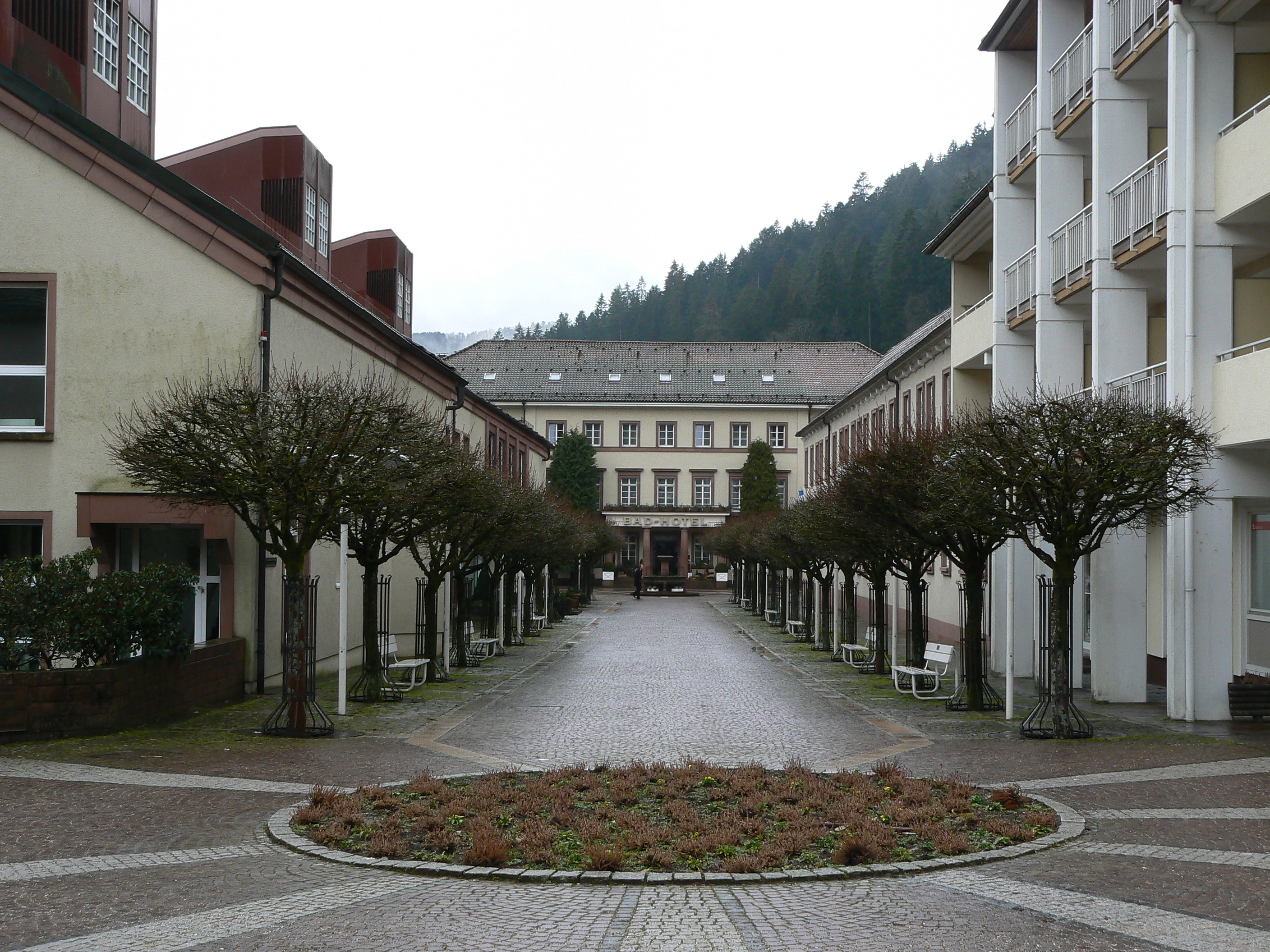
Bad Teinach Health Resort

Bad Teinach-Zavelstein (pronunciación en alemán: /baːt ˈtaɪ̯nax ˈt͡saːvl̩ˌʃtaɪ̯n/ⓘ) es una localidad del Distrito de Calw en Baden-Wurtemberg, al sur de Alemania en plena Selva Negra.
La localidad es conocida por un tríptico cabalístico de la Princesa Antonia de Wurttemberg y sus profesores y por un resort de aguas termales.
- Datos: Q503266
- Multimedia: Bad Teinach-Zavelstein / Q503266

1. ↑  Worldpostalcodes.org, código postal n.º 75385.